# Coney Island (pjesma Taylor Swift)
"Coney Island" (stilizirana malim slovima) pjesma je američke kantautorice Taylor Swift, a u kojoj nastupa američki rock sastav The National. Pjesma se nalazi na Swiftinom devetom studijskom albumu, Evermore (2020), objavljenom 11. prosinca 2020., putem Republic Recordsa. Pjesma je utjecala na američki alternativni radio 18. siječnja 2021. godine, kao treći singl albuma.
"Coney Island" napisali su Swift, Joe Alwyn (pod pseudonimom William Bowery) i članovi banda the National Aaron i Bryce Dessner, a produkcijom su se bavila zadnja dvojica. Riječ je o alternativnom rock i indie folk duetu koji suprotstavlja Swiftin melodični vokal baritonu Matta Berningera, prikazujući uspomene odvojenog para na Coney Islandu u New Yorku. 

## Pozadina
Taylor Swift surađivala je s Aaronom Dessnerom na prijašnjem studijskom albumu Folklore (2020.), indie folk albumu koji odmiče od optimistične pop produkcije njezinih prethodnih izdanja. Ona i Dessner ponovno su radili na njenom sljedećem albumu Evermore, "sestrinski album" Folklora. Ovaj put su surađivali i s Bryceom Dessnerom, bratom blizancem Aarona Dessnera.
Braća Dessner poslala su Swift neke instrumentale koje su napravili za svoj bend the National. Jedno od takvih bilo je ono što će postati "Coney Island". Swift i njezin dečko, engleski glumac Joe Alwyn, napisali su tekstove za pjesmu i snimili ih svojim vokalima.

## Ljestvice
| Ljestvice                  | Najviša pozicija |
| -------------------------- | ---------------- |
| Australija                 | 42               |
| Belgija                    | 15               |
| Kanada                     | 31               |
| Portugal                   | 115              |
| Sjedinjene Američke Države | 12               |
| Ujedinjeno Kraljevstvo     | 75               |